# スヴァイリエン州
スヴァイリエン州（スヴァイリエンしゅう）はカンボジア南東部の州である。州都はスヴァイリエン。ベトナムに突き出した国境線の形から、この一帯はベトナム戦争・カンボジア内戦期に「オウムの嘴」と称された。

## 行政区画
スヴァイリエン州は、7つの区に分かれる。
- 2001 チャンタリア
- 2002 カンポンロウ
- 2003 ルムドール
- 2004 ロメアスハック
- 2005 スヴァイチャルム
- 2006 スヴァイリエン
- 2007 スヴァイチイッブ

## 出身人物
- キュー・サムファン